# 芦屋大学・大阪学院大学大麻事件
芦屋大学・大阪学院大学大麻事件（あしやだいがく・おおさかがくいんだいがくたいまじけん）は、2009年（平成21年）の日本で起きた一連の大麻事件。芦屋大学の大学生が大阪学院大学の大学生に大麻を手渡すなどで複数の大学で複数の逮捕者を出した。

## 概要

### 事件の経緯
2009年（平成21年）2月12日に、芦屋大学に在籍する大学生や卒業生の複数が大麻を所持したり売買していたことから、兵庫県警察薬物銃器対策課は大麻取締法違反容疑で6人を逮捕していたことが明らかとなった。捜査関係者は大学で大麻が売買されていた疑いが強いとして、薬物が蔓延している実態の解明を進める。翌2月13日に芦屋大学学長は声明を発表して、遺憾の意を表して関係各位にお詫び申し上げる。この声明によれば、1月21日に芦屋大学に在籍する3人の大学生が兵庫県警察に逮捕されて、芦屋大学ではこれを受けて大学に対策委員会を設置。翌1月22日には兵庫県警察より個人ロッカーの捜索を受けて、1人のロッカーから大麻が押収されていた。これまでに芦屋大学では学内の掲示板やホームページで注意喚起を行い、ゼミの担当教員による指導を強化するなどの啓発活動を行っていた中で逮捕されていた。芦屋大学では今回の事件を教訓として、二度とこのようなことが起きないように取り組むこととしていた。
2月24日には大阪学院大学に在籍する大学生ら2人が、兵庫県警察に大麻取締法違反容疑で逮捕される。兵庫県警察薬物銃器対策課によると、この件で逮捕された大学生は同年1月17日に、2月12日に逮捕された芦屋大学に通う大学生から大麻を譲り受けていた。この件での逮捕で、逮捕者は計8人となった。
5月18日に大阪府警察西警察署は、大麻取締法違反容疑で大阪学院大学の大学生を逮捕する。18日の午前0時ごろに大阪市西区の駐車場で大麻を所持しているのを発見されて現行犯逮捕された。犯人は近くを通りかかったパトロールカーを見たところバッグを捨てて逃げようとしたため警察官が職務質問したところ、その時に所持していたバッグから大麻が見つかった。
9月14日までに兵庫県警察飾磨警察署は、芦屋大学に通う大学生の1人を大麻取締法違反の疑いで逮捕。この大学生は9月2日に車を運転中に職務質問を受け、このことから大麻を所持していたことが発覚した。2009年になってから芦屋大学では大麻を所持していることでの逮捕者が相次いでおり、これで11人目の逮捕であった。

### 事件から
この事件の教訓から2009年度より芦屋大学には学長を委員長とする大麻根絶委員会が設置される。同年には学生を中心とした街頭での大麻撲滅キャンペーンも実施される。同年度より新入生に対しては薬物乱用についての講習会が行われるようになる。キャンパス内でのパトロールも強化される。
この事件では芦屋大学のキャンパス内で大麻の受け渡しが行われていたことから、2009年度より芦屋大学のキャンパス内には多数の監視カメラが設置されて学生の監視を行うようになっていた。このことに対してはプライバシーや監視社会などの問題で批判される。2010年に清水雅彦はこの事例を取り上げて、芦屋大学が再発防止のためとはいえ、大学のキャンパスがこのようになっていることを批判する。